# Řikonín (nádraží)
Řikonín je železniční stanice ve stejnojmenné obci v okrese Brno-venkov na dvoukolejné elektrizované trati Brno – Havlíčkův Brod. Nádraží bylo spolu s tratí otevřeno 5. prosince 1953.

## Provozní informace
Stanice má čtyři nástupištní hrany u dvou bezbariérových ostrovních nástupišť přístupných podchodem. Nádraží je též vybaveno označovačem jízdenek IDS JMK. Provozuje ji Správa železnic.

## Doprava
Zastavují zde pouze osobní vlaky jezdící na trase Křižanov – Tišnov – Brno hl. n. – Židlochovice / – Hustopeče u Brna (linka S3).